# バスティアン・シュテガー
バスティアン・シュテガー(Bastian Steger、1981年3月19日 - )は、ドイツ・バイエルン州オーバーヴィヒタッハ出身の卓球選手。オリンピック2大会連続銅メダリスト。あだ名は、バスティ(Basti)。
「シュテーガー」とも表記される。

## 略歴
ジュニアの時からドイツ代表に選ばれ1998年のヨーロッパ選手権では団体優勝、シニアになった後の2002年、2003年は共に団体準優勝、2007年の大会で団体優勝を果たした。世界選手権にも2003年のパリ大会から毎回出場、2006年に地元ドイツのブレーメンで行われた大会では団体3位となった。世界選手権上海大会ではルシアン・ブラシュチックと激闘を繰り広げた。ITTFプロツアーではダブルスで2度準優勝、シングルスでもベスト4に入ったことがある。

## プレースタイル
ケレン味のないオーソドックスなプレースタイルながら、スムーズなスイング軌道を描くバックハンドドライブやネットプレーでのボールタッチに非凡さをみせる。
中陣からフィッシュやロビングを駆使して相手の攻撃を受け流すのも得意。
体格の割にパワーもあり、ラリー戦や対カットマンにも強い。

## 主な戦績
- 1998年
  - ヨーロッパ選手権アイントホーフェン大会 男子団体優勝
- 2002年
  - ヨーロッパ選手権ザグレブ大会 男子団体準優勝
- 2003年
  - ヨーロッパ選手権クールマイヨール大会 男子団体準優勝
- 2005年
  - 第48回世界選手権上海大会 男子シングルス ベスト32
- 2006年
  - 第48回世界選手権ブレーメン大会 男子団体3位
- 2007年
  - ヨーロッパ選手権ベオグラード大会 男子団体優勝
- 2008年
  - ヨーロッパ選手権サンクトペテルブルク大会 男子団体優勝
- 2013年
  - ヨーロッパ選手権シュヴェヒャート大会 男子シングルス3位、男子団体優勝
- 2016年
  - リオデジャネイロオリンピック 男子団体銅メダル

## その他
- 試合で勝利した後に体を後ろに倒して、ひっくり返るようなパフォーマンスをする事がある。
- 正式に軍隊に所属している軍人である。